# ليانغ تشن
ليانغ تشن (بالصينية: 梁晨) هي لاعبة كرة مضرب صينية، ولدت في 25 فبراير 1989 في شوزهو في الصين.

## وصلات خارجية
- ليانغ تشن على موقع رابطة محترفات التنس (الإنجليزية)
- ليانغ تشن على موقع الاتحاد الدولي لكرة المضرب (الإنجليزية)
- ليانغ تشن على موقع كأس بيلي جين كينغ (الإنجليزية)
- ليانغ تشن على موقع خلاصة التنس.كوم (الإنجليزية)